# Fernando Martinez
Fernando de Matos Martinez é um jornalista, blogueiro, historiador e fotografo brasileiro, responsável por cobrir mais de 3 mil partidas de futebol no Brasil (possivelmente o recorde histórico), entre divisões inferiores, categorias de base e futebol feminino. É notório por manter o blog Jogos Perdidos há mais 18 anos, e ter participado de programas esportivos na RedeTV. Durante a Copa do Mundo de 2014 realizou o feito de assistir três partidas de futebol da competição no mesmo dia, em três diferentes estados brasileiros. Também foi jornalista referência para a criação do livro de 125 Anos de História do Futebol de São Paulo, documento oficial da Federação Paulista de Futebol, ao lado de grandes nomes como Celso Unzelte.
Fernando participa eventualmente como convidado do programa "Futebol Alternativo TV", da AllTV.